# رينان ميراندا
رينان ميراندا هو لاعب كرة قدم برازيلي في مركز الوسط، ولد في 23 يناير 1986. لعب مع أونيفرسيداد دي كونسيبسيون ‏.